# فاکس اتومیک
فاکس اتومیک (انگلیسی: Fox Atomic) شرکت سرگرمی آمریکایی است، که در سال ۲۰۰۶ تأسیس شد.